# Mammuthus lamarmorae
Сардинский карликовый мамонт, или мамонт Ла Марморы (лат. Mammuthus lamarmorae) — вид вымерших млекопитающих из рода мамонтов. Обитал на острове Сардиния в среднем и позднем плейстоцене (450—40 тыс. лет назад). Является представителем мамонтов из парафилетической группы карликовых слонов, обитавших на островах Средиземноморья, наряду с критским карликовым мамонтом (Mammuthus creticus). Был найден в мелкозернистых отложениях в западной части острова.

## Научное описание
Впервые сардинский карликовый мамонт научно описан в 1883 году британским и швейцарским палеонтологом Форсайтом Мейджором под названием Elephas lamarmorae. Форсайт в своей работе не опубликовал изображений животного, однако отметил схожесть с южным мамонтом (Mammuthus meridionalis). Ископаемые остатки из карьера Фунтана Моримента по сей день находятся в Музее естественной истории Базеля, где Форсайт лично изучал их. С середины XX веке на основе новых находок зубов этот вид хоботного был перемещен в род Mammuthus. В 2012 году в соответствии с Международным кодексом зоологической номенклатуры название Mammuthus lamarmorae стало валидным. Видовое название было дано в честь сардинского генерала и натуралиста Альберто Ла Марморы (1789—1863), который участвовал в исследовании остатков из Фунтана Моримента.

## Характеристика
Сардинский карликовый мамонт известен по многочисленным остаткам черепа, зубов и других частей скелета. Несмотря на большое количество материала, полный скелет неизвестен. Достигал в высоту в плечах 1,4 м и веса 550 кг. Задний моляр 13 см в длину, 6,9 см в ширину, с 11 гребнями на эмали. Плечевая кость длиной 45 см. Диаметр бивней достигал 3,5 см. Маленький размер мамонта был следствием островной карликовости: первоначально крупные предки достигли Сардинии и в условиях изоляции от материка, ограниченности в пищевых ресурсах, отсутствия хищников уменьшились в размерах.

## Находки
Большинство находок сардинского карликового мамонта были сделаны на западном побережье и западной части острова, в основном это разрозненные остатки, однако были обнаружены целые части скелета. Наиболее важным местом находок является карьер Фунтана Моримента к югу-западу от коммуны Гоннеза в долине реки Рио Моримента, открытый ещё в конце XIX века. Данные окаменелости относятся к разрезу Фунтана Моримента, состоящей из эоловых осадочных пород, расположенных ниже слоя пластов горных осадочных пород (Тирренский конгломерат). Тирренский конгломерат широко распространен по всему западному побережью Сардинии и относится к эемскому межледниковью (126—115 тыс. лет назад). Остатки включают позвонки, полную стопу, почти полную кисть, плечевую и локтевую кости, бивни. Моляр из Сан-Джиованни ди Синис вблизи города Ористано найден в слоях, предшествующих эемскому межледниковью. Наиболее крупный моляр известен из Кампу Джиавесу вблизи Сассари.
Находки около города Альгеро это бивень 48 см, 106±8 кГ и возможно из верхнего плейстоцена множеством зубов из Тримариглио и происходят из выветренных пород выше тирренского конгломерата.

## Филогения
Появление сардинского карликового мамонта в конце среднего плейстоцена (450 тыс. лет назад) свидетельствует о малой вероятности его происхождение от шерстистого мамонта (Mammuthus primigenius), так как последний проник в Европу только в позднем плейстоцене. Наиболее вероятным предком карликового мамонта является степной мамонт (Mammuthus trogontherii), жившего на континенте в то время. В пользу данной гипотезы говорит строения моляров: у степного и сардинского мамонтов архаичное строение — 11 гребней на эмали, в то время как у шерстистого мамонта их 26. Колонизация Сардинии степным мамонтом началась примерно в начале или середине среднего плейстоцена. Вероятно миграция происходила в периоды ледниковых максимумов, когда уровень моря был намного ниже и животные могли добираться до острова вплавь. Пока ещё неясно, происходила ли миграция одной волной или несколькими. В пользу второго предположения говорят находка крупного зуба из Кампу Джиавесу и многоволновой характер расселения карликовых форм рода Palaeoloxodon на Сицилии и Мальте.